# لئو-انکفالین
لئو-انکفالین (به انگلیسی: Leu-enkephalin) با فرمول شیمیایی C28H37N5O7 یک ترکیب شیمیایی با شناسه پاب‌کم 24552 است. که جرم مولی آن ۵۵۵٫۶۲۲۶۸ گرم بر مول می‌باشد. 